# Raffaele Iozzino
Raffaele Iozzino (Casola di Napoli, 2 gennaio 1953 – Roma, 16 marzo 1978) è stato un poliziotto italiano, guardia della Pubblica Sicurezza per la Polizia di Stato e agente di scorta del presidente della DC Aldo Moro.
Fu ucciso il 16 marzo 1978 insieme ad altri quattro agenti di scorta nell'agguato di via Fani, conclusosi con il rapimento dell'onorevole Moro.

## Biografia
Nato a Casola di Napoli il 2 gennaio 1953, si arruola nel Corpo delle Guardie di P.S. nel 1971, frequentando la Scuola Allievi Guardie di Alessandria. Promosso al grado di Guardia di PS, presta servizio presso il 1º Reparto Celere di Roma.

## La morte

Le auto di scorta del presidente Moro pochi attimi dopo l'agguato con il corpo senza vita di Iozzino disteso a terra.

Verso le 9:00 del mattino del 16 marzo 1978, Iozzino, insieme ai suoi colleghi agenti Giulio Rivera e Francesco Zizzi e ai carabinieri Oreste Leonardi e Domenico Ricci, si era recato a prelevare il presidente della DC Aldo Moro per accompagnarlo al Parlamento a discutere della fiducia al nuovo governo Andreotti formato tre giorni prima. Appena giunsero in via Fani le due auto che scortavano Moro vennero bloccate da un commando di terroristi appartenenti alle Brigate Rosse che fecero fuoco sulle vetture uccidendo tutti i membri della scorta per poi rapire il politico democristiano. Nella sparatoria l'agente Iozzino era riuscito a scendere dall'auto e a sparare due colpi prima di essere raggiunto dai proiettili esplosi dai terroristi.